# Музей пожежної охорони
Музей пожежної охорони (Пожежна вежа) — музей у Житомирі присвячений розвитку пожежної техніки. Відкрився 17 вересня 2010 року в каланчі колишньої Базарної пожежної частини № 2.

## Історія
У 1894 році Житомирська пожежна служба була розділена на два підрозділи, перший з яких базувався в маєтку її керівника брандмейстера Золотаревича на вулиці Іларіонівській (зараз — Михайла Грушевського), а другий — в купленому маєтку на вулиці Базарній (нині — Святослава Ріхтера).
В останньому в 1895 році спорудили високу кам'яну каланчу з дерев'яною прибудовою для кінних водовозів на чотири бокси й постійною командою швидкого реагування.
Башта і сьогодні повністю функціонує і має статус архітектурної пам'ятки місцевого значення.
Музей пожежної охорони Житомира відкрився в каланчі 17 вересня 2010 року.

## Архітектура пам'ятки
П'ятиярусна цегляна житомирська каланча побудована в стилі неоренесансу у формі квадрата зі скошеними кутами на першому і другому ярусах, восьмикутника з осьовими ризалітами — на третьому та кутовими пілястрами на четвертому і п'ятому ярусах. Увінчана критою надбудовою оглядового майданчика під шатровим дахом і двоповерховою прибудовою самої пожежної частини з північного боку.
Оздоблена виконаними за допомогою декоративної цегляної кладки архітектурними елементами (віконні ніші, профільований лобовий карниз, широкий пояс розкріпованого поступово збільшуваного фриза, зубчастий декор модульйнів і двоступеневі кронштейни). Споруда вежі-каланчі, не дивлячись на масивність своєї конструкції, має спрямований у височінь легкий вигляд.
Двоповерхова п-образна будівля пожежної частини № 2 є типовим представником класичної архітектури під чотирисхилою покрівлею, головними оздобами якого є профільований коробоподібний сандрик, розкріпований карниз, декоративний геометричний елемент прямокутних в'їздів, прибудований до північної частини вежі, при цьому перший ярус пожежної каланчі було змінено (недоторканою залишилася лише фасадна частина).

## Експозиція
Пожежна вежа є однією з найбільш оригінальних і часто відвідуваних пам'яток міста.
Експозиція музею пожежної охорони розповідає про історію становлення сучасної пожежної служби міста, охоплюючи величезний часовий період у півтора сторіччя. У музеї представлено спеціальне пожежне обмундирування і спорядження різних епох, старі фотографії, макети рухомої техніки та документальні свідчення роботи служби поряд з мініатюрою пожежного відділення на Базарній минулого, представлена історія формування системи пожежогасіння і пожежної техніки, на кінопроєкторі показують фільм про причини виникнення пожеж.